# Érzelmi intelligencia
Az érzelmi intelligencia (EI) az intelligencia vagy a képességek azon fajtája, ami a saját és mások érzelmeinek érzékelésével, kezelésével és pozitív befolyásolásával kapcsolatos.

## A kifejezés eredete
1920-ban E. L. Thorndike a Columbia egyetemen a „társas intelligencia” kifejezést használta, hogy leírja azt a képességet, ami meghatározza, hogyan képes az ember másokkal kapcsolatot teremteni és azt fenntartani, vagy ami meghatározza ennek a kapcsolatnak a minőségét. 1975-ben, Howard Gardner írása a The Shattered Mind elindította a több részből álló intelligencia modelljének kialakulását és fejlődését. Gardner nyolcfajta intelligenciát azonosított, amit később további kettővel kiegészítettek. Ezek tartalmazzák az interperszonális és az intraperszonális intelligenciát. Több pszichológus, köztük Gardner, úgy véli, hogy a hagyományos intelligenciára irányuló mérésekkel, mint az IQ-tesztek, nem lehet teljesen megmagyarázni ezt a kognitív képességet. (Smith 2002) A területre irányuló komolyabb kutatások az 1980-as években indultak meg Peter Salovay és John „Jack” Mayer vezetésével. Az ő munkájuk, ami fejlődőképesnek bizonyult, az intelligencia részévé tette a fogalmat. Mayer és Salovay folytatta a kutatásokat. Az érzelmi hányados először Keith Beasly cikkében jelent meg 1987-ben. Számos megállapítása van az érzelmi intelligenciának, amelyek mind más modellt és más méréseket hirdetnek.

### 1995, a Time Magazine cikke
1995 októberében Nancy Gibbs érzelmi intelligenciáról írt cikke megjelent a Time Magazineban. Ebben a cikkben megemlíti Goleman könyvét, illetve Mayer és Salovay munkáját. A cikk nagyon megnövelte a könyv népszerűségét, és dominószerűen elindította a média érdeklődését az érzelmi intelligenciával kapcsolatban.

## EQ
Az EQ (Emotional Quotient) az érzelmi intelligencia IQ-hoz hasonló elven megalkotott mérési módja, illetve ennek eredménye. Mivel a mérése nem egységes, az egyes módszerek gyakran nem hasonlíthatók össze, csupán az azonos módszerrel vizsgált eredményekből lehet következtetéseket levonni.

## Mayer és Salovey négy kategóriája
Tanulmánysorozatában John D. Mayer és Peter Salovey vezette be ezen fogalmat a pszichológiába. Szerintük az érzelmek érzékelésének és megértésének képessége egy újfajta intelligenciát határoz meg. A Mayer–Salovey-modell az érzelmi intelligenciát az érzelmi információk megértésének képességével, és az érzelmekkel való érvelés képességével definiálja. Az érzelmi intelligenciát pontosabban négy fő területre osztják:
1. képesség az érzelmek pontos érzékelésére
2. képesség a gondolkodás érzelmek segítségével való előremozdításában
3. képesség az érzelmek jelentésének megértésére
4. képesség az érzelmek kezelésére

Ezt a négy képességet a szerzők egy képességi teszttel határozzák meg (melynek számos változata létezik, a legutolsó belőlük a MSCEIT V2.0).
Mayer és Salovey 1990-től kezdve publikálták az eredeti elméletüket, amit szakmán belül is számos kritika ért.

## Daniel Goleman

### Goleman öt érzelmi készség kategóriája
Kitágítva Howard Gardner intelligenciafajtáinak meghatározását, Salovey az érzelmi intelligencia öt kategóriáját jelölte ki. Goleman (1995) átvette Salovey definícióját, és a következő öt érzelmi készség kategóriát határozta meg:
1. A képesség felismerni és megnevezni saját érzelmi állapotunkat; megérteni a kapcsolatot az érzelmeink, gondolataink és tetteink között.
2. Az érzelmeink kezelésének a képessége – képesnek lenni ellenőrzést gyakorolni felettük, illetve a nemkívánatos érzelmi állapotokat kívánatosabb érzelmi állapotok irányába tolni el.
3. Képesség arra, hogy tudatosan olyan érzelmi állapotba kerüljünk, amely produktivitáshoz és sikerességhez vezet (az önmotiválás képessége).
4. Képesség mások érzéseinek olvasására, érzékenynek lenni azokra, illetve befolyásolni őket.
5. Képesség kielégítő kapcsolatok létrehozására és fenntartására. (Goleman, 1995)

## Kritika
"Nincs olyan, hogy érzelmi intelligencia. Hadd ismételjem meg: nincs olyan, hogy érzelmi intelligencia." — Jordan B. Peterson, kanadai pszichológus professzor.
Uralkodó nézet a tudományos pszichológiai szakirodalomban, hogy az EI jellemvonások gyűjteménye (trait EI) és nem pedig egyfajta intelligencia.

### Elméleti alapok kritikái

#### Nem lehet intelligenciaként tekinteni rá.
Golemant az a kritika érte, hogy már a kiindulópontként is egyfajta intelligenciaként tekintett az EI koncepciójára. Eysenck (2000) azt írja, hogy Goleman EI definíciója az egyik legjobb példája annak az abszurd tendenciának, hogy manapság szinte minden viselkedést intelligenciának neveznek. Eysenck szerint a szerző megalapozatlan feltételezéseket tart fenn az intelligenciáról általában. Továbbá ha az 5 felsorolt képesség meghatározná az "emocionális intelligenciát" akkor magas korrelációnak kéne fennállnia közöttük, de nem ez a helyzet.
Locke (2005) szintén az intelligencia félreértelmezésének tartja a modellt, és egy alternatív értelmezést fogalmaz meg, miszerint nem egy újfajta intelligenciáról van szó, hanem egy általánosan elfogadott koncepció az absztrakt gondolkodás képességének érzelmekre való vonatkoztatásáról. Szerinte ezt egyfajta készségnek kell tekinteni.
A kritikák lényege, hogy a tudományos kutatás az érvényes és konzisztens modellek használhatóságán alapul, és már az EI koncepciója előtt is bejáratott elméleti megkülönböztetések voltak olyan fogalmakra, mint a képességek, készségek, habitusok, teljesítmények, attitűdök, értékek és személyiségvonások, valamint érzelmi állapotok. Ezért egyes szakemberek úgy gondolják, hogy az EI koncepciója csak összeolvasztja és összekeveri a már létező érvényes fogalmakat.

#### Alacsony az előrejelző képessége.
Landy (2005) azt állítja, hogy a rákövetkező tanulmányok a témában semmi vagy közel semmi előrejelző képességet nem jeleztek a modell számára. Landy szerint az, hogy néhány tanulmány megítélt egy szerény hasznosságot, annak a metodológiai hibának a következménye, hogy az EI-t volt, hogy az absztrakt intelligenciával hasonlították össze, és a személyiségjegyekkel nem, vagy éppen fordítva, de nem kontrollálták mindkét tényezőt egyidejűleg.
Hasonlóképpen más kutatók is kritizálták, hogy az EI túlságosan egybevág bizonyos ismert személyiségjegyekkel, mint a neurotikus és az extrovertált skála a Big 5 modellben.

### A képességteszt kritikái

#### Konformitást jelöl és nem képességet
Ez az érv az MSCEIT konszenzuson alapuló értékeléséből indul ki, és abból a tényből, hogy az eredmények negatív eloszlásúak (jobban beazonosítják az alacsony érzelmi intelligenciát mint a magasat). Roberts et al. (2001)

#### Tudást jelöl és nem képességet
Brody (2004) azt kifogásolja, hogy a teszt az érzelmek ismeretét méri, de azt nem feltétlen, hogy a résztvevők képesek-e megfelelő érzelmi válaszra az azonosított helyzetben.

#### Személyiséget és általános intelligenciát mér
Schulte, Ree, Carretta (2004) sikeresen megjósolták az EI-t általános intelligencia (Wonderlic Personnel Test) és barátságosság (NEO-PI) tesztek segítségével, valamint a résztvevők nemének figyelembevételével. Ez bizonyításnak tekinthető arra, hogy az érzelmi intelligencia nem valami új tulajdonságot ír le, hanem főként e két tulajdonság kombinációját.